# Listă de scriitori români - M

## Scriitori români - M
| - Macarie, Arhiepiscopul - Macedonski, Alexandru - Maiorescu, Titu - Mălăncioiu, Ileana - Malița, Mircea - Manea, Nicolae - Manea, Norman - Maniu, Adrian - Manolescu, Nicolae - Mărculescu, Sorin - Margul-Sperber, Alfred - Marin, Mariana - Marinescu, Angela | - Martin, Mircea - Mateescu, Olga Delia - Mateevici, Alexei - Mazilescu Virgil - Mazilu, Teodor - Melinescu, Gabriela - Meniuc, George - Micle, Veronica - Micu, Dumitru - Micu, Mircea - Mihăescu, Gib - Mihăieș, Mircea - Mihăilescu, Dan C. | - Milescu, Nicolae - Mille, Constantin - Mincu Marin - Minulescu, Ion - Mihăescu, Eugen - Modorcea, Grid - Muntean, George - Munteanu, Eugen - Munteanu, Romul - Mușatescu, Tudor - Mușatescu, Vlad - Mușina, Alexandru |